# 박천주
박천주(朴天澍, 생몰년 미상), 고려 후기의 문신이다.
원종(元宗) 11년(1270년) 12월 원종은 쿠빌라이 칸으로부터 일본원정 계획에 핑계를 대며 미루지 말고 협조할 것과 당시 고려 조정의 원과의 화의에 반발하여 승화후 온을 왕으로 옹립하고 진도(珍島)로 내려가 한반도 육지부 연안을 경략하며 고려 관군이나 몽골군과 교전하고 있던 삼별초를 서둘러 진압하라는 독촉을 받고, 박천주를 원의 사신 두원외(杜員外)와 함께 쿠빌라이 칸의 조서를 가지고 진도로 가서 삼별초를 효유하게 하였다.
박천주는 이듬해인 원종 12년(1271년) 1월 6일에 진도에 도착했고, 진도의 삼별초 정권은 박천주를 벽파정(碧波亭)에서 연회를 베풀어 맞이하면서도 몰래 병선 20척을 한반도 육지부로 보내 개경 정부의 관군을 쳐서 배 1척을 빼앗고 90여 명을 살해하였으며, 박천주와 함께 동행했던 두원외는 억류하고 그가 가져온 쿠빌라이 칸의 조서에 대해서는 "이 조서는 우리에게 유시하는 것이 아니므로 감히 받을 수 없다"고 거절하고, 원종의 국서에 대해서만은 명을 따르겠다는 뜻을 비쳤다. 박천주는 1월 22일에 개경으로 돌아왔다. 그러나 그 직후 밀성군(密城郡)에서 방보(方甫)·계년(桂年)·박평(朴平)·박공(朴公)·박경순(朴慶純)·경기(慶祺) 등이 부사(副使) 이이(李頤)를 죽이고 진도의 삼별초 정권에 호응하려다 실패하고 이어 관노(官奴) 숭겸(崇謙)·공덕(功德) 등이 무리를 모아 원의 다루가치(達魯花赤) 및 고려의 관인들을 죽이고 삼별초에 호응하려다 발각되어 진압되기도 하였다.
고려 조정은 1월 25일 다시금 박천주를 원으로 파견하였다.

## 같이 보기
- 삼별초